# Sporting Bellavista
El Sporting Bellavista fue un club de fútbol, del Distrito de Miraflores, del departamento de Lima del Perú. A su vez, participó en la División Intermedia por varios años. 

## Historia
El Sporting Bellavista fue fundado a en 1912. Estaba formado por algunos exjugadores del Unión Cricket. Entre ellos tenemos Eduardo Fry y J. Rafo, entre lo más representativo.Para el año 1913, se afilia a la División Intermedia. Desde entonces permanece en la División Intermedia por muchos años hasta 1928 (en ese entonces era equivalente a la segunda categoría). Rivalizó con otros equipos del momento, por ejemplo: Sport José Gálvez, Unión Miraflores, Jorge Chávez Nr. 2, Lima Sporting Club, Sport Vitarte, Juan Bielovucic entre otros.
Durante los años 1910 al 1915, la liga peruana seleccionaba sus mejores jugadores para pactar encuentros de fútbol con sus similares de otras regiones del país. Era una práctica muy común de la época. Entre ellas frente al seleccionado de Cerro de Pasco. Sporting Bellavista aporta al seleccionado, a los jugadores Eduardo Fry y J. Rafo. El 28 de julio de 1913, se juega en la capital, donde fue triunfo de la Selección Peruana por 2 - 1. El 28 de julio de 1914, se juega nuevamente ambos cuadros. Fue triunfo de los visitantes por 3 - 2.
A finales de los años 20 y principios de los 30, el club participó en la Segunda División de Lima y Callao (Equivalente a la tercera categoría). En 1930, participó en la Segunda Serie del campeonato que estaba integraba por 13 equipos. Sporting Bellavista logró ubicarse en la cuarta posición del torneo. En 1931, participa en la 
primera serie de la Segunda División de Lima y Callao. En ese campeonato participa con equipos conocidos como: Sport Boys Association, Porteño F.B.C., Atlético Córdoba, Juventud Gloria, y entre otros. Pierde la categoría y retorna a la Tercera División Liga Provincial de Balnearios.

## Jugadores
- Eduardo Fry
- J. Rafo

## Nota
- En esa época, la Liga de Balnerios estaba conformado por los siguientes distritos: Magdalena, Miraflores, Chorrillos y Barranco.

## Enlaces
- Segunda División Peruana 1913.
- Segunda División Peruana 1914.
- Seleccionado de los mejores jugadores de los equipos de la primera y división intermedia de la Liga Peruana vs Selección de Cerro de Pasco, 1914.